# Bitterfeld-Wolfen
Bitterfeld-Wolfen este un oraș din landul Saxonia-Anhalt, Germania.